# Jan-Jacob Gailliard
Jan-Jacob Gailliard (Brugge, 5 juni 1801 - 14 juli 1867) was een Belgisch drukker, uitgever en auteur.

## Levensloop
Gailliard was een zoon van boekbinder Bernard-Joseph Gailliard (Brugge, 5 september 1771 - 18 april 1848). Bernard Gailliard schreef een werk onder de titel Kronyk of tijdrekenkundige beschrijving der stad Brugge, sedert derzelve oorsprong tot op heden, dat postuum door zijn zoon werd uitgegeven, zowel in het Nederlands als in het Frans.
Jan-Jacob werd drukker, lithograaf en boekbinder, gevestigd in de Predikherenstraat.
Hij was daarnaast zelf een actief schrijver, geïnteresseerd in Brugse geschiedenis. Zijn omvangrijkste werk bestond in het samenbrengen van genealogische gegevens over Brugse adellijke of notabele families. Het werd een werk van lange adem, dat hij in zes opeenvolgende volumes publiceerde. Het bleek later dat dit wel een eerste kennismaking mogelijk maakte met de beschreven families, maar dat er een aanzienlijk aantal fouten in voorkwam, zodat men bij gebruik of citeren alles noodgedwongen aan een kritisch onderzoek moet onderwerpen.
Gailliard was getrouwd in Sint-Pieters-op-de-Dijk met Isabelle Coucke (1808-1878). Ze kregen vijf kinderen, onder wie de historicus Edward Gailliard (1841-1894), die vanaf 1861 de drukkerij van zijn zieke vader overnam.
Hij werd corresponderend lid  van de Société des Beaux Arts in Gent.

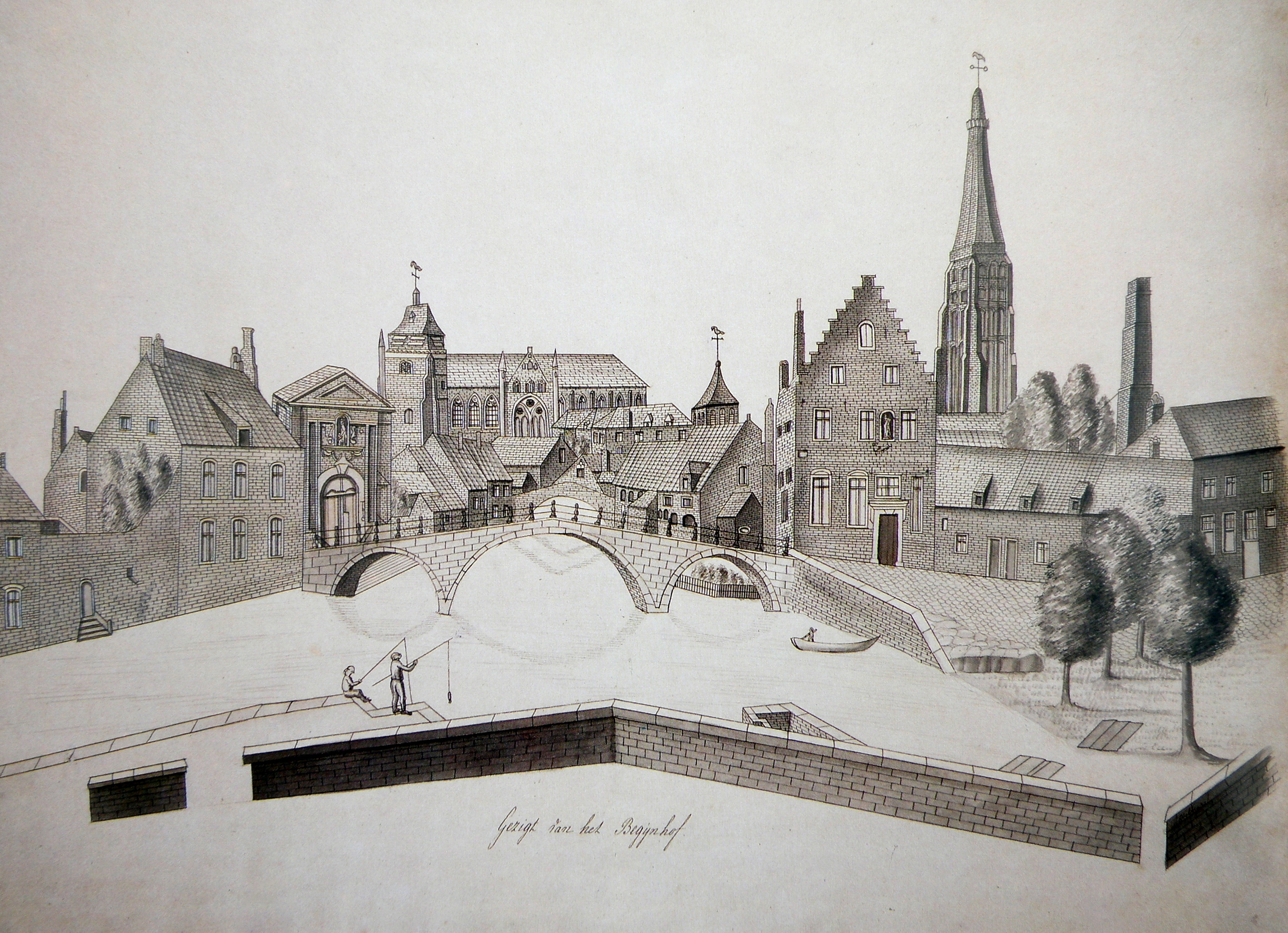
Zicht op de Brugse Reie en het Begijnhof gepubliceerd door Gailliard

## Publicaties
- Recherches sur l'église de Jérusalem à Bruges, suivies de données historiques sur la famille du fondateur, Brugge, Gailliard, 1843.
- Recherches historiques sur la chapelle du Saint-Sang à Bruges, avec une description détaillée de tous les monuments archéologiques qu'on admire, Brugge, Gailliard, 1846.
- Ephémérides brugeoises ou relation chronologique des évènements qui se sont passés dans la ville de Bruges depuis les temps les plus reculés jusqu'à nos jours, Brugge, Gailliard, 1847.
- Revue pittoresque des monuments qui décoraient autrefois la ville de Bruges et qui n'existent plus, Brugge, Gailliard, 1850.
- De ambachten en neringen van Brugge: of beschryving hunner opkomst, bloei, werkzaemheden, gebruiken en voorregten, Brugge, Gailliars, 1854.
- Bruges et le Franc ou leur magistrature et leur noblesse, avec des données historiques et généalogiques sur chaque famille, Brugge, Gailliard, 6 volumes, 1857-1861.
- Inscriptions funéraires et monumentales … de Bruges, Brugge, Gailliard, 1861-1867.